# Francesco Guicciardini

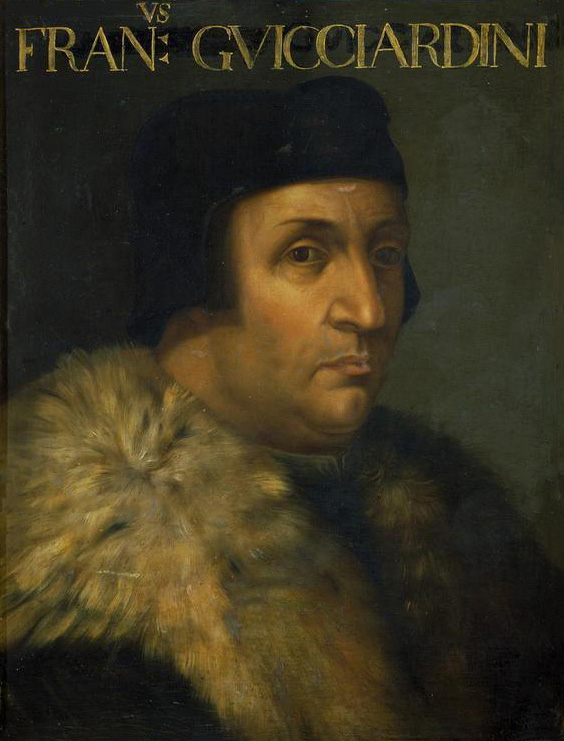
Francesco Guicciardini

Francesco Guicciardini, född 6 mars 1483 i Florens, död 22 maj 1540, var en italiensk historiker, statsman, som vid sidan av Niccolo Machiavelli anses vara den främsta politiska författaren under den florentinska renässansen. Guicciardini kallas ibland ”den moderna historievetenskapens fader” på grund av att han byggde sina slutsatser på statliga handlingar och dokument.

## Biografi
Francesco Guicciardini föddes i en välbärgad och förnäm adelssläkt i Florens; ätten är känd sedan 1100-talet, Marsilio Ficino var hans gudfar, och flera förfäder hade haft höga poster i statsförvaltningen och hedersuppdrag. Hans far Piero Guicciardini var ambassadör och hans mor hette Simona Gianfigliazzi. Guicciardini har berättat om sina förfäders framgångar i Ricordi autobiografici e di famiglia. Efter sedvanlig skolgång sände hans far Pier honom till universiteten i Ferrara och Padua där han stannade till 1505.
När hans farbror Ranieri, som innehaft ett högre kyrkligt ämbete i Cortona, avled tänkte Guicciardini gå i dennes fotspår och göra karriär i Kyrkan. Fadern kunde emellertid inte godkänna planerna, utan sade att han förvisso hade fem söner men att ingen skulle vigas åt Kyrkan med dess korruption. Guicciardini har själv erkänt att enbart ärelystnad legat bakom dessa planer, och han kunde därför utan brydsamhet vända sina ambitioner till studier i juridik. Vid omkring 23 års ålder gifte han sig med Maria, dotter till Alamanno Salviati och Lucrezia Capponi, och utan åthävor medger han i sin biografi att äktenskapen ingicks på grund av det politiska stöd han därmed fick genom hennes familj.
1512 fick han tjänst som diplomat vid Ferdinand II av Aragoniens hov. Senare blev hans insats i delegationen skarpt kritiserad; hans motståndare menade att han inte verkade för republikens intressen, utan i stället missbrukade sin ställning till att hjälpa Medicéerna tillbaka till makten. Genom hans korrespondens från denna tid, som bevarats, framkommer att han hade en utpräglad analytisk förmåga och sinne för observationer – den spanske kungen var dessutom genom sin personlighet tacksam att porträttera. Att utgå ifrån att den unge Guicciardini skaffade sig sina politiska skickligheter och konster i Spanien är troligen felaktigt. I hans biografi framgår det att han var äregirig, kalkylerande, vinningslysten och makthungrig redan i unga år, och Spanien gav honom endast möjligheten att i större skala pröva de laster som redan härskade i mindre omfattning i Italien. En elev av hans natur absorberade förstås varje uns av denna slaskiga skola.
Redan när hans förmåga första gången sattes på prov, skaffade Guicciardini sig anseende för sina diplomatiska färdigheter - så som de definierades av hans samtid. Att avslöja intriger och hämnas med samma mynt, att kallsinnigt fnysa åt förräderier, att nonchalant avvärja attacker med en handviftning, att tillskriva alla människor de lägsta möjliga motiv, att hylla kallblodiga brott för att vara snillrika, var på den tiden vad som utmärkte höjden av politisk skärpa. Det var ett spel Guicciardini kunde spela perfekt. 1515 utnämnde Leo X honom till guvernör av Reggio och Modena. 1521 utvidgades området till att inbegripa Parma, och 1523 utsåg Clemens VII honom till viceregent av Romagna. Senare utsågs han till vicegeneral över den påvliga armén. Han var i det ämbetet när han 1527 förnedrande fick bevittna hur Clemens VII tillfångatogs, medan Guicciardini förgäves försökte vinna stöd för hans sak av hertigen av Urbino.
Trots allt utsåg Clemens honom till guvernör över Bologna 1531, den viktigaste av de påvliga regionerna. När Paulus III installerades som påve 1534, föredrog han att ta tjänst hos Mediceerna, och lämnade posten. Under loppet av tjugo år hade han tjänat tre påvar, och han har skrivit att han hatade den katolska kyrkan så bittert att han kunnat bli lutheran.
Samma diskrepans mellan övertygelse och handling återfinns i Guicciardinis skrifter. I politiskt avseende förespråkar han republik med samma slags konstitution som Venedig. Dessutom finns flera vittnesbörd om att han ansåg Mediceerna vara tyranner. Ändå tvekade han inte att ställa sig till deras förfogande, för att vakta vad han själv ansåg vara träldomen av Florens. Inför Karl V i Neapel 1534 var han Alessandro de Medicis försvarsadvokat mot anklagelser som framställdes av florentinska flyktingar. Han vann målet – men för eftervärlden har Guicciardini blivit ihågkommen som grym, korrumperad, girig och maktlysten, som i hederns namn och för karriärens skull kunde stödja makthavare som han föraktade eller maktanspråk han fann illegitima.
Efter att Alessandro de Medici mördats 1537 ställde Guicciardini sina tjänster till den unge Cosimo de Medicis förfogande – en liten pojke som knappast hade någon kunskap om statskonst alls. Guicciardini trodde att han genom pojkens okunskap skulle komma att regera Florens, men där misstog han sig. Cosimo avskedade honom, och i förödmjukelse drog han sig tillbaka, då han under sina sista år författade Storia d'Italia. Han avled 1540 utan några manliga arvingar. Han fick tre döttrar.

## Verk
Det ska inte förnekas att Guicciardinis själsförmögenheter var ett resultat av en cynisk och självisk tid som han åskådliggör i dess fulla tarvlighet. Som skribent kommer hans desillusionerade, kalla natur med dess enastående inblick i korruptionens centrum, till rätta. Vem kan som han beskriva och analysera den beryktade korruptionen?
Om ett verk skulle representera renässansens sista århundrade i Italien, så skulle det vara svårt att välja mellan Machiavellis Fursten och Guicciardinis Ricordi politici. På grund av dess omfattning är kanske den senare att föredra. Därtill är den mer verklighetstrogen, eftersom Machiavelli fortfor att vara patriotisk och med en idealistisk underton. Ricordi kodifierar i stället korruptionen och lyfter den till en livsbestämmelse.
Guicciardini är emellertid mera berömd för Storia d’Italia, en voluminös och detaljerad skildring av hans lands lidande mellan åren 1494 och 1532. Att döma av detta verk är han mindre en författare än en tänkare och analytiker. Stilen är långtradig, exaktheten sker på bekostnad av fokusering, och huvudberättelsen försvinner bland alla detaljer. Hela det komplicerade skedet med den italienska politiken och alla stormiga perioder återges tålmodigt och insiktsfullt. Det är författarens avsaknad av känslor som förtar intresset för historien. Han verkar omedveten om att han håller på att skriva om sin samtids svåra tragedi, så vad han vidrör dör av hans skrivarhand. Trots detta är Storia d’Italia utan tvekan det största historieverk som skrivits under den första epoken av den moderna tiden.
Ända till 1857 fanns endast Storia d’Italia och några aforismer tillgängliga av Guicciardini. Det året öppnade dock hans släktingar Piero och Luigi Guicciardini familjearkivet, och gav Giuseppe Canestrini i uppdrag att publicera hans biografi i tio band. Dessa dokument har kastat nytt ljus över Guicciardini, som författare och som medborgare. Det har höjt hans anseende som politisk analytiker, men det har samtidigt sänkt hans moraliska rykte.
Guicciardinis statsförnuftsbegrepp har avhandlats komparativt av Maria Johansen i Offentlig skrift om det hemliga. Raison d'État, SOU och varulven (2004). Michel de Montaignes analyser av honom är numera klassiker.